# خزل (عروض)
الخَزْل في العروض العربي اجتماع الطي والإضمار في تفعيلة. فمتفاعلن تسكن تاؤه، فيصبح مُتْفاعلن (الإضمار)، ثم تسقط فاؤه (الطي)، فيصير مستعلن وتنقل إلى مُفْتَعِلُن.